# Émile Giraud
Pour les articles homonymes, voir Giraud.
Louis Jean Émile Giraud (Dieppe, 9 octobre 1894 - Paris, 15 mars 1965) est un juriste, politiste, fonctionnaire international et homme politique français.

## Biographie
Né à Dieppe le 9 octobre 1894, de Jean Antoine René Giraud (Bourg-en-Bresse, 1er février 1850 - Luneray, 2 mars 1926), professeur de lycée, et Jeanne Dagallier (Bourg-en-Bresse, 6 juin 1856 - Luneray, 8 septembre 1926) il effectua ses études primaires et secondaires au collège de Garçons de Dieppe, aujourd'hui connu sous le nom de lycée Jean Ango.
Il est le frère du professeur et ancien directeur de la Fondation Deutsch de la Meurthe Jean Giraud (1883-1951), ainsi que l'oncle du professeur et homme politique français Pierre Giraud, fils de ce dernier.
Il entreprit successivement des études de droit à l'Université de Caen à partir de 1912, avant de déménager, en s'installant à la Faculté de droit de Paris. Ici, il obtint sa licence en 1915, un DES d'histoire et géographie en 1917, et deux doctorats : le premier en 1917, en droit et sciences politiques, avec une thèse sur la responsabilité de l'État du fait des actes législatifs, et le deuxième en 1921, en droit et sciences juridiques, avec une thèse sur l'œuvre judiciaire de l'Assemblée nationale constituante.
À partir de 1920 et jusqu'à 1923, il fut pensionnaire de la Fondation Thiers. Pendant cette période il prépara le concours d'agrégation en droit public. Après avoir échoué en 1922, il fut finalement reçu premier au concours de 1924, et il prit immédiatement fonctions comme professeur titulaire de droit administratif à l'Université de Rennes. Cependant, il abandonna  assez tôt ce poste pour entreprendre une carrière internationale.
Entre 1927 et 1946 il travailla à la Société des Nations  d'abord comme attaché juridique et, à partir de 1940, comme conseiller juridique du Secrétariat.
Ensuite, il fut membre, entre 1947 et 1954, du Secrétariat des Nations unies. Dans ce cadre, il participa, entre 1947 et 1948, en tant que chef de section de la division des droits de l'homme, à la rédaction de la Déclaration universelle, travaillant en étroite liaison avec l'avocat canadien John Peters Humphrey et le juriste français René Cassin.
En 1956, il fut représentant officiel de la France et du Maroc à la Conférence des Nations unies pour l'abolition de l'esclavage qui donna lieu à une Convention supplémentaire, intégrant la Convention relative à l'esclavage de 1926.
La même année, il retourna à la carrière académique, en rejoignant la Faculté de Droit et des Sciences Économiques de Lille pour y enseigner le droit constitutionnel et le droit international public.
En 1952, il fut nommé membre associé de l'Institut de droit international, avant d'en devenir membre titulaire en 1961. Dans cette position il exerça le rôle de rapporteur pour la Commission sur la modification et la terminaison des traités collectifs.
Il meurt à Paris, le 15 mars 1965, à la suite d'une crise cardiaque.

## Œuvre

### La pensée constitutionnelle
Auteur prolifique, il publia pendant l'entre-deux-guerres et l'immédiat après-guerre plusieurs ouvrages et articles sur la réforme de l'État en France, en se faisant précurseur, conjointement à Boris Mirkine-Guetzévitch, Joseph Barthélemy, et René Capitant, des arrangements constitutionnels de la  Ve République.
Vis-à-vis l'impuissance chronique et la courte durée des gouvernements de la Troisième République, Émile Giraud promouvait la primauté politique du pouvoir exécutif sur le pouvoir législatif.
Dans ce but, il proposa plusieurs dispositifs juridiques qui ont été successivement intégrés dans la Constitution française.
Avant tout, la possibilité pour le gouvernement de fixer préférentiellement l'ordre du jour des Chambres. À l'époque pendant laquelle Giraud écrivait, c'est-à-dire les années trente, le Parlement avait liberté totale de choix en matière des questions à débattre pendant ses séances. Cela avait souvent pour conséquence de différer indéfiniment la discussion des projets de loi proposés par l'exécutif qui étaient au cœur même de l'agenda politique gouvernementale. Après l'instauration de la Ve République, par contre, conformément à l'article 48 de la Constitution, et avant la loi constitutionnelle du 23 juillet 2008, visant à renforcer à nouveau le rôle du Parlement, les Chambres firent obligées à débattre prioritairement les projets de loi proposés ou choisis par le gouvernement.
En deuxième lieu, Giraud, afin d'éviter que les gouvernements démissionnassent trop souvent, recommandait que toute mesure proposée par l'exécutif en posant la question de confiance fût considérée comme adoptée, si elle n'avait été repoussée par la majorité absolue des députés. Stéphane Pinon a suggéré que cette proposition préfigurait en fait l’alinéa 3 de l'article 49 de la Constitution de la Ve République dans sa formulation originale, antérieurement à la précitée modification du 23 juillet 2008.

## Vie publique et engagement politique
Politiquement, Émile Giraud fut parmi les membres les plus actifs pendant l'entre-deux-guerres du petit parti de la gauche chrétienne de la Jeune République (sous le pseudonyme de Fabien France).
Notamment, il fit partie de la Commission exécutive de la JR pendant les années 1930, et il fut un des principaux inspirateurs de son programme économique et social, ainsi que, conjointement à Maurice Lacroix, de la décision de lancer le projet d'une «gauche nouvelle»,, qui aboutira dans la transformation de la Ligue dans un parti politique tout court en janvier 1936.
Après la deuxième guerre mondiale, comme beaucoup d'autres jeunes républicains, il décida de rejoindre le M.R.P., avant de s'en distancier et d’abandonner la vie politique en général en 1948.
En même temps il fut un journaliste prolifique. Il publia, souvent sous les pseudonymes de Fabien France ou Louis Masson, centaines d'articles traitant les sujets le plus divers sur des journaux comme celui de la Jeune République, aussi bien que dans les pages de L'Aube, de Le Monde et de Combat.

## Ouvrages et articles

### Thèses
- De la responsabilité de l’État à raison des dommages naissant de la loi, Paris, M. Giard & É. Brière, 1917, 360 p.
- L’œuvre d’organisation judiciaire de l’Assemblée nationale constituante: Les juges, Paris, M. Giard & É. Brière, 1921, 116 p.

### Livres
- La crise de la démocratie et les réformes nécessaires du pouvoir législatif, Paris, M. Giard, 1925, 239 p.
- La crise de la démocratie et le renforcement du pouvoir exécutif, Paris, Sirey, 1938, 184 p.
- Le pouvoir exécutif dans les démocraties d'Europe et d'Amérique, Paris, Sirey, 1938, 404 p.
- La reconstruction politique de la France, Paris, Flammarion, 1945, 239 p.
- La nullité de la politique internationale des grandes démocraties, 1919-1939, Paris, Sirey, 1948, 280 p.

### Chapitres dans des ouvrages collectifs
- « Le rejet de l’idée de souveraineté, l’aspect juridique et l’aspect politique de la question », dans La technique et les principes du droit public. Études en l’honneur de Georges Scelle, v. 1, p. 253-266, Paris, Librairie générale de droit et de jurisprudence, 1950
- « Le déclin de la fonction publique: le socialisme sans esprit social », dans L’évolution du droit public: études offertes à Achille Mestre, pp. 251-266 Paris, Sirey, 1956
- « La notion de temps dans les relations internationales et le droit international », dans Scritti di diritto internazionale in onore di Tomaso Perassi, vol. 1, pp. 461-486, Milan, Giuffré, 1957
- « La notion d’espace dans les relations internationales », dans Festgabe für A. Makarov: Abhandlungen Zum Internationalen Privatrecht , p. 102-130 Stuttgart, De Gruyter, 1958
- « De la cité à l’état continental », dans Sciences Humaines et Intégration Européenne, p. 127-155, Leiden, A.W. Sythoff, 1960
- « Le droit positif: ses rapports avec la philosophie et la politique », dans Hommage d’une génération de juristes au président Basdevant, p. 210-236 Paris, Pedone, 1960
- « Le développement des relations internationales et la régression du droit international depuis le début du XXe siècle », dans Internationalrechtliche und Staatsrechtliche Abhandlungen. Festschrift für Walter Schätzel, p. 201-223, Düsseldorf, Hermes, 1960

### Articles

#### Articles parus sur laRGDIPsous la signature d'Émile Giraud
- « De la valeur et des rapports des notions de droit et de politique dans l’ordre international », Revue Général de Droit International Public, t. 29, 1922, p. 473-514
- « Le droit des nationalités, sa valeur, son application », Revue Général de Droit International Public, t. 31, 1924, pp. 17-71
- « La Société des Nations, l’expérience de vingt ans », Revue Général de Droit International Public, t. 44, 1940, pp. 45-65
- « Les conditions politiques et techniques de la sécurité collective, l’expérience de l’entre-deux guerres », Revue Général de Droit International Public, t. 53, 1949, p. 162-184
- « De l’intérêt des études relatives à une révision de la Charte des Nations Unies qui probablement n’aura pas lieu », Revue Général de Droit International Public, t. 59, 1955, p. 246-269

#### Articles parus sur laRGDIPsous la signature de "Gallus"
- « Des amendements au Pacte de la Société des Nations en vue de le mettre en harmonie avec le Pacte de Paris », Revue Générale de Droit International Public, t. 37, 1930, p. 19-42

#### Articles parus sur laRevue de droit internationalsous la signature d'Émile Giraud
- « La révision du Statut de la Cour permanente de Justice internationale », Revue de droit international, n° 4, 1929, p. 5-66

#### Articles parus sur laRevue de droit internationalsous la signature de "Gallus"
- « La mise en harmonie du Pacte de la Société des Nations avec le Pacte de Paris. Après le comité des juristes avant la 11e session de l’Assemblée», Revue de droit international, n° 3, 1930, p. 7-70
- « L’Acte général a-t-il une réelle utilité ? », Revue de droit international, n° 4, 1931, p. 377-424

#### Articles parus sur laRevue de droit international et de législation comparéesous la signature de "Gallus"
- « L’Acte général d’arbitrage (I) », Revue de droit international et de législation comparée, n° 1, 1930, p. 190-246
- « L’Acte général d’arbitrage (II) », Revue de droit international et de législation comparée, n° 2, 1930, p. 413-472
- « L’Acte général d’arbitrage (III) », Revue de droit international et de législation comparée, n° 4, 1930, p. 878-925

#### Articles parus surLa Revue Politique et Parlementaire
- « La représentation proportionnelle dans le cadre du scrutin d’arrondissement », Revue Politique et Parlementaire, n° 9, 1930, p. 358-374
- « Le projet de Constitution de la Commission de l’Assemblée », Revue Politique et Parlementaire, n° 2, 1946, p. 97-128
- « Corrections à la Constitution écartée par le Pays », Revue Politique et Parlementaire, n° 7, 1946, p. 7-19
- « Le Gouvernement du Général de Gaulle : Un échec relatif (I) », Revue Politique et Parlementaire, n° 2, 1948, p. 173-179
- « Le Gouvernement du Général de Gaulle : Un échec relatif (II) », Revue Politique et Parlementaire, n° 3, 1948, p. 272-277
- « Le Gouvernement du Général de Gaulle : Un échec relatif (III) », Revue Politique et Parlementaire, n° 4, 1948, p. 72-78
- « Le Gouvernement du Général de Gaulle : Un échec relatif (IV) », Revue Politique et Parlementaire, n° 5, 1948, p. 170-174
- « Le Gouvernement du Général de Gaulle : Un échec relatif (V) », Revue Politique et Parlementaire, n° 6, 1948, p. 284-292
- « Le Gouvernement du Général de Gaulle : Un échec relatif (VI) », Revue Politique et Parlementaire, n° 10, 1948, p. 179-188
- « Le Gouvernement du Général de Gaulle : Un échec relatif (VII) », Revue Politique et Parlementaire, n° 11, 1948, p. 293-299
- « Le Gouvernement du Général de Gaulle : Un échec relatif (VIII) », Revue Politique et Parlementaire, n° 12, 1948, p. 405-413
- « Le Gouvernement du Général de Gaulle : Un échec relatif (IX) », Revue Politique et Parlementaire, n° 1, 1949, p. 51-57
- « Les causes de l’immobilisme, fléau de la démocratie française (I) », Revue Politique et Parlementaire, n° 11, 1955, p. 229-243
- « Les causes de l’immobilisme, fléau de la démocratie française (II)’ », Revue Politique et Parlementaire, n° 12, 1955, p. 382-394
- « Les aspects internationaux de la question algérienne », Revue Politique et Parlementaire, n° 7, 1956, p. 18-33

#### Articles parus surLa Revue du Droit Public et de la Science Politique en France et à l'étranger
- « Le vote obligatoire du point de vue des principes et du bon fonctionnement des institutions représentatives », Revue du Droit Public et de la Science Politique en France et à l'étranger, n°3, 1931, p. 473-495
- Avec André Ganem, « Plan de réforme d’ordre constitutionnelle », Revue du Droit Public et de la Science Politique en France et à l'étranger, n° 1, 1940, p. 5-57
- « Le respect des droits de l’homme dans la guerre internationale et dans la guerre civile », Revue de Droit public et de la Science Politique en France et à l'étranger, n° 5, 1958, p. 613-675
- « La responsabilité des Facultés de Droit dans le déclin de la démocratie française », Revue de Droit public et de la Science Politique, n° 2, 1961, p. 225-285
- « La constitution du 4 octobre 1958 et la pratique de cette constitution », Revue de Droit Public et de la Science Politique en France et à l'étranger, n° 7, 1961, p. 1006-1014

#### Cours donnés à l'Académie de Droit International de La Haye
- ‘La théorie de la légitime défense’, dans Recueil des cours de l’académie de droit international, n° 3, 1934, p. 688-892
- 'Le secrétariat des institutions internationales’, dans Recueil des cours de l’académie de droit international, n° 2, 1951, p. 369-509
- 'La révision de la Charte des Nations unies’, dans Recueil des cours de l’académie de droit international, n° 2, 1956, p. 307-467
- ‘Le droit international et la politique’, dans Recueil des cours de l’académie de droit international, n° 3, 1963, p. 419-809

### Livres
- [Boudon et al., 2012] Jacques-Olivier Boudon, Anne Valérie Étendard et Olivier Prat, « Dictionnaire des Jeunes Républicains », dans Jacques-Olivier Boudon, La Jeune République, 1912 - à nos jours: Histoire et influence, Paris, Honoré Champion, 2012 (ISBN 9782745335517).
- [Dehove, 1967] Gérard Dehove, « Préface », dans Études à la mémoire du professeur Émile Giraud, Lille, Université de Lille. Faculté de droit et des sciences économiques, 1967
- [Freville, 1979] Henri Fréville, La presse bretonne dans la tourmente, 1940-1946, Paris, Librairie Plon, 1979, 347 p. (ISBN 9782259004947).
- [Guerrier, 1979] Claudine Guerrier, La Jeune République, de 1912 à 1945, Grenoble, Service de reproduction des thèses de l'Université des sciences sociales de Grenoble, 1979, 790 p.
- [Hobbins et Humphrey, 1994] (en) John Hobbins et John Peters Humphrey, On the edge of greatness : The Diaries of John Humphrey, First Director of the United Nations Division of Human Rights, vol. 1. 1948-1949, Montréal, McGill University Libraries, 1994, 286 p. (ISBN 0771704402).
- [Mayeur, 1966] Françoise Mayeur, L'Aube: étude d'un journal d'opinion, 1932-1940, Paris, Les Presses de Sciences Po, 1966, 236 p. (ISBN 9782724601886).
- [Pinon, 2003] Stéphane Pinon, Les réformistes constitutionnels des années trente : Aux origines de la Ve République, Paris, LGDJ, coll. « Bibliothèque constitutionnelle et de science politique », 2003, 634 p. (ISBN 9782275024059).

### Articles
- [Rousseau 1965] Charles Rousseau, « Émile Giraud (1894-1965) », Revue Générale de Droit International Publique, no 2,‎ 1965, p. 305-313 (lire en ligne)